# Мадона ди Помпеи (Латина)
Мадона ди Помпеи је насеље у Италији у округу Латина, региону Лацио.
Према процени из 2011. у насељу је живело 86 становника. Насеље се налази на надморској висини од 204 м.